# Katorga
Katorga (od srednjovjekovnog grčkog: κάτεργον), teški tamnički zatvor ili progonstvo, spojeno s prisilnim radom. Prisilni rad osuđenih da veslaju u galijama, ili na katorgu iskorištavao se počevši od 15. stoljeća. U carskoj Rusiji, poslije smrtne kazne, katorga je bila najteža kaznena mjera. Uveo ju je Petar I. Aleksejevič Romanov potkraj 17. stoljeća, posebno za političke neistomišljenike. Jedna od prvih kaznenih mjesta je bio Azov, gdje su osuđeni na katorgu gradili utvrde. Pored Azova poznati su bili i robijaški radovi u rudnicima i tvornicama u Sibiru, osobito u Nerčinsku, kao centru sibirske katorge koja je postajala sve do revolucije 1917. godine, zatim uralska u Ekaterinburgu, pa robijašnice u Pskovu i Vilini. Katorge su bile preteča sistema gulaga, 1943. godine Sovjetski Savez obnavlja katorga prisilni rad kao još težu vrstu kazne u sistemu gulag radnih logora.

## Poznati robijaši u sustavu katorga

#### Rusija
- Aleksandr Radiščev
- Fjodor Mihajlovič Dostojevski
- Feliks Edmundovič Dzeržinski
- David Riazanov
- Vera Figner
- Dekabristi - Grupa revolucionarno nastrojenih plemića i viših vojnih dužnosnika koji su težili uvođenju parlamentarizma, ograničenju ili potpunom ukidanju carske vlasti, uvođenju slobode tiska i biračkog prava.
- Josif Staljin
- Fanny Kaplan

#### Poljska
- Aleksander Czekanowski
- Jan Czerski
- Benedykt Dybowski
- Bronisław Piłsudski
- Piotr Wysocki